# Uszwica
Uszwica – rzeka w południowej Polsce, prawy dopływ Wisły o długości 67,4 km.
Wypływa z północnych zboczy Beskidu Wyspowego i Pogórza Wiśnickiego, spod wierzchołków Łopusza, Kobyły i Rogozowej z wysokości ok. 500 m n.p.m. Płynie początkowo przez Pogórze Wiśnickie, a poniżej Brzeska wpływa na Podgórze Bocheńskie. Do Wisły uchodzi na 151 km jej biegu. Powierzchnia dorzecza wynosi 323 km².
Większe miejscowości, przez które przepływa Uszwica, to Uszew, Lipnica Murowana, Borzęcin, Bielcza,  Jadowniki i Brzesko.
Począwszy od drogowskazu w Borzęcinie rzeka jest zmeliorowana. Średni przepływ w Borzęcinie (8,8 km od ujścia do Wisły) w latach 1956–1990 wynosił 2,46–0,17 m³/s, a stan wody mieścił się w granicach 30–566 cm.
Tylko zasilające rzekę potoki, spływające z zalesionych górskich stoków, mają czystą wodę. Ona sama jest silnie zanieczyszczona, płynąc przez obszary gęsto zaludnione. W latach osiemdziesiątych XX wieku i wcześniej w Uszwicy żył pstrąg potokowy, jednak działalność kłusownicza oraz duże zanieczyszczenie wody spowodowało, że pozostały jedynie znikome ilości tej szlachetnej ryby. W 2002 r. rzeka miała III klasę czystości do Brzeska, gdzie dołączają się ścieki z Brzeska i Okocimia, poniżej miała wody pozaklasowe.
Powyżej Brzeska występują ryby chronione, m.in. strzebla potokowa, śliz pospolity, piskorz, piekielnica, a także rak szlachetny. W latach siedemdziesiątych i osiemdziesiątych XX wieku w Uszwicy i jej dopływach, od źródeł po Gnojnik występowały licznie pstrąg potokowy, brzana pospolita i kleń.
Dopływy:
- lewe: Księży, Górzański, Leksandrówka, Kowalówka, Podszumin, Ulga Uszewska,
- prawe: Piekarski, potok w Gosprzydowej, dopływ w Gnojniku, Zawadka, Zagrody, potok z Okocimia, Grodna, Jastwianka, Niedźwiedź, Wróblówka, Borowa Struga[2].